# Трансмедиация
Термин «Трансмедиация» (англ. transmediation) в широком смысле определяется как процесс выбора и преобразования данных для последующего их представления в новом медиа.
Она может состоять из более чем одного медиа; в таком случае все её компоненты взаимосвязаны друг с другом с целью формирования целостной сети. Поэтому она тесно связана с семиотикой и технологиями в цифровом контексте медиа.
Трансмедиация относится к процессу «Реагирования на культурные тексты в разных знаковых системах — искусство, движение, скульптура, танец, музыка и т д., — а также в словах». Ладислав Семали и Джудит Фуейо (англ. Ladislaus Semali and Judith Fueyo), считали, что трансмедиация может включать в себя ответ на традиционно печатные тексты, а также мультимедийные материалы, включая видео, анимацию, веб-сайты, подкасты, игры и т. д.
Мы живем в медиацентричном обществе, наполненном многими аффективными знаковыми системами. Трансмедиация также может быть трактована как мультимедийная коммуникация и образовательная деятельность. Когда люди участвуют в качестве потребителей или производителей медиа в любой форме, они участвуют в трансмедиации.
Трансмедиация тесно связана с семиотикой. Академические исследователи и педагоги, заинтересованные в трансмедиации, часто также заинтересованы в медиаграмотности, визуальной грамотности, информационной грамотности и критической грамотности.
Леонард Шлейн подчёркивает важность привлечения студентов к трансмедиации при написании работ, «Цифровая информация поступает в нескольких формах, и студенты должны научиться рассказывать истории не только словами и числами, а также через образы, графику, цвет, звук, музыку и танец. Существует грамматика и грамотность для каждой из этих форм коммуникации. Регулярно загруженные большим разнообразием рисунков, студенты требуют четких навыков визуальной интерпретации для того, чтобы взаимодействовать с медиа аналитически. Каждая форма коммуникации имеет свои собственные правила и грамматику, и нужно обучать так, чтобы побудить учеников становиться более целенаправленными, конкретными и сжатыми при коммуникации».